# Screen Actors Guild Awards 2013
La diciannovesima cerimonia del premio SAG ha avuto luogo il 27 gennaio 2013 allo Shrine Exposition Center di Los Angeles.

## Cinema

### Migliore attore protagonista
- Daniel Day-Lewis – Lincoln
- Bradley Cooper – Il lato positivo - Silver Linings Playbook (Silver Linings Playbook)
- John Hawkes – The Sessions - Gli incontri (The Sessions)
- Hugh Jackman – Les Misérables
- Denzel Washington – Flight

### Migliore attrice protagonista
- Jennifer Lawrence – Il lato positivo - Silver Linings Playbook (Silver Linings Playbook)
- Jessica Chastain – Zero Dark Thirty
- Marion Cotillard – Un sapore di ruggine e ossa
- Helen Mirren – Hitchcock
- Naomi Watts – The Impossible

### Migliore attore non protagonista
- Tommy Lee Jones – Lincoln
- Alan Arkin – Argo
- Javier Bardem – Skyfall
- Robert De Niro – Il lato positivo - Silver Linings Playbook (Silver Linings Playbook)
- Philip Seymour Hoffman – The Master

### Migliore attrice non protagonista
- Anne Hathaway – Les Misérables
- Sally Field – Lincoln
- Helen Hunt – The Sessions - Gli incontri (The Sessions)
- Nicole Kidman – The Paperboy
- Maggie Smith – Marigold Hotel (The Best Exotic Marigold Hotel)

### Miglior cast
- Argo
Ben Affleck, Alan Arkin, Kerry Bishé, Kyle Chandler, Rory Cochrane, Bryan Cranston, Christopher Denham, Tate Donovan, Clea DuVall, Victor Garber, John Goodman, Scoot McNairy, Chris Messina
- Marigold Hotel (The Best Exotic Marigold Hotel)
Judi Dench, Celia Imrie, Bill Nighy, Dev Patel, Ronald Pickup, Maggie Smith, Tom Wilkinson, Penelope Wilton
- Les Misérables
Isabelle Allen, Samantha Barks, Sacha Baron Cohen, Helena Bonham Carter, Russell Crowe, Anne Hathaway, Daniel Huttlestone, Hugh Jackman, Eddie Redmayne, Amanda Seyfried, Aaron Tveit, Colm Wilkinson
- Lincoln
Daniel Day-Lewis, Sally Field, Joseph Gordon-Levitt, Hal Holbrook, Tommy Lee Jones, James Spader, David Strathairn
- Il lato positivo - Silver Linings Playbook (Silver Linings Playbook)
Bradley Cooper, Robert De Niro, Anupam Kher, Jennifer Lawrence, Chris Tucker, Jacki Weaver

### Migliori controfigure
- Skyfall
- The Amazing Spider-Man
- The Bourne Legacy
- Il cavaliere oscuro - Il ritorno (The Dark Knight Rises)
- Les Misérables

## Televisione

### Miglior attore in un film televisivo o mini-serie
- Kevin Costner – Hatfields & McCoys
- Woody Harrelson – Game Change
- Ed Harris – Game Change
- Clive Owen – Hemingway & Gellhorn
- Bill Paxton – Hatfields & McCoys

### Miglior attrice in un film televisivo o mini-serie
- Julianne Moore – Game Change
- Nicole Kidman – Hemingway & Gellhorn
- Charlotte Rampling – Restless
- Sigourney Weaver – Political Animals
- Alfre Woodard – Steel Magnolias

### Miglior attore in una serie drammatica
- Bryan Cranston – Breaking Bad
- Steve Buscemi – Boardwalk Empire - L'impero del crimine (Boardwalk Empire)
- Jeff Daniels – The Newsroom
- Jon Hamm – Mad Men
- Damian Lewis – Homeland - Caccia alla spia (Homeland)

### Miglior attrice in una serie drammatica
- Claire Danes – Homeland - Caccia alla spia (Homeland)
- Michelle Dockery – Downton Abbey
- Jessica Lange – American Horror Story: Asylum
- Julianna Margulies – The Good Wife
- Maggie Smith – Downton Abbey

### Miglior attore in una serie commedia
- Alec Baldwin – 30 Rock
- Ty Burrell – Modern Family
- Louis C.K. – Louie
- Jim Parsons – The Big Bang Theory
- Eric Stonestreet – Modern Family

### Miglior attrice in una serie commedia
- Tina Fey – 30 Rock
- Edie Falco – Nurse Jackie - Terapia d'urto (Nurse Jackie)
- Amy Poehler – Parks and Recreation
- Sofía Vergara – Modern Family
- Betty White – Hot in Cleveland

### Miglior cast in una serie drammatica
- Downton Abbey
Hugh Bonneville, Zoe Boyle, Laura Carmichael, Jim Carter, Brendan Coyle, Michelle Dockery, Jessica Brown Findlay, Siobhan Finneran, Joanne Froggatt, Iain Glen, Thomas Howes, Rob James-Collier, Allen Leech, Phyllis Logan, Elizabeth McGovern, Sophie McShera, Lesley Nicol, Amy Nuttall, David Robb, Maggie Smith, Dan Stevens, Penelope Wilton
- Boardwalk Empire - L'impero del crimine (Boardwalk Empire)
Steve Buscemi, Chris Caldovino, Bobby Cannavale, Meg Chambers Steedle, Charlie Cox, Jack Huston, Patrick Kennedy, Anthony Laciura, Kelly Macdonald, Gretchen Mol, Vincent Piazza, Paul Sparks, Michael Stuhlbarg, Shea Whigham, Anatol Yusef
- Breaking Bad
Jonathan Banks, Betsy Brandt, Bryan Cranston, Laura Fraser, Anna Gunn, RJ Mitte, Dean Norris, Bob Odenkirk, Aaron Paul, Jesse Plemons, Steven Michael Quezada
- Homeland - Caccia alla spia (Homeland)
Morena Baccarin, Timothée Chalamet, Claire Danes, Rupert Friend, David Harewood, Diego Klattenhoff, Damian Lewis, David Marciano, Navid Negahban, Jackson Pace, Mandy Patinkin, Zuleikha Robinson, Morgan Saylor, Jamey Sheridan
- Mad Men
Ben Feldman, Jay R. Ferguson, Jon Hamm, Jared Harris, Christina Hendricks, Vincent Kartheiser, Robert Morse, Elisabeth Moss, Jessica Paré, Teyonah Parris, Kiernan Shipka, John Slattery, Rich Sommer, Aaron Staton

### Miglior cast in una serie commedia
- Modern Family
Aubrey Anderson-Emmons, Julie Bowen, Ty Burrell, Jesse Tyler Ferguson, Nolan Gould, Sarah Hyland, Ed O'Neill, Rico Rodriguez, Eric Stonestreet, Sofía Vergara, Ariel Winter
- 30 Rock
Scott Adsit, Alec Baldwin, Tina Fey, Judah Friedlander, Jane Krakowski, Jack McBrayer, Tracy Morgan, Keith Powell
- The Big Bang Theory
Mayim Bialik, Kaley Cuoco, Johnny Galecki, Simon Helberg, Kunal Nayyar, Jim Parsons, Melissa Rauch
- Glee
Dianna Agron, Chris Colfer, Darren Criss, Samuel Larsen, Vanessa Lengies, Jane Lynch, Jayma Mays, Kevin McHale, Lea Michele, Cory Monteith, Heather Morris, Matthew Morrison, Alex Newell, Chord Overstreet, Amber Riley, Naya Rivera, Mark Salling, Harry Shum Jr., Jenna Ushkowitz
- Nurse Jackie - Terapia d'urto (Nurse Jackie)
Mackenzie Aladjem, Eve Best, Jake Cannavale, Bobby Cannavale, Peter Facinelli, Edie Falco, Dominic Fumusa, Arjun Gupta, Lenny Jacobson, Ruby Jerins, Paul Schulze, Anna Deavere Smith, Stephen Wallem, Merritt Wever
- The Office
Leslie David Baker, Brian Baumgartner, Creed Bratton, Clark Duke, Jenna Fischer, Kate Flannery, Ed Helms, Mindy Kaling, Ellie Kemper, Angela Kinsey, John Krasinski, Jake Lacy, Paul Lieberstein, B.J. Novak, Oscar Nuñez, Craig Robinson, Phyllis Smith, Catherine Tate, Rainn Wilson

### Migliori controfigure
- Il Trono di Spade (Game of Thrones)
- Boardwalk Empire - L'impero del crimine (Boardwalk Empire)
- Breaking Bad
- Sons of Anarchy
- The Walking Dead